# G&V Line Iadera
G&V Line Iadera (G&V Line Iadera d.o.o.) ist eine kroatische Reederei.

## Geschichte
Die Reederei wurde 2013 aus der G&V Line ausgegliedert und ist seitdem eine eigenständige Reederei, mit Sitz in Zadar. So wechselten das Motorschiff Anamarija und der Katamaran Melita zu dieser Zeit den Besitzer. Sie betreibt die staatlichen Fährverbindungen von Zadar – Iž – Rava und von Zadar – Sali – Zaglav auf der Insel Dugi Otok.
2018 erweitert die G&V Line Iadera ihre Flotte mit dem neuen Schnellschiff Antonija und im Sommer 2019 starten die Reederei eine neue Saisonlinie zwischen Rijeka und Zadar mit Zwischenstopps auf den Inseln Krk, Rab und Pag. Seit Juli 2021 bedient sie, mehrmals täglich, die Strecke Orebić – Korčula mit dem neusten Schiff Zvijezda Kvarnera. Mit der Anđela hat die Reederei 2021 ihr 5. Schiff in Betrieb genommen. Das Schnellboot wird hauptsächliche auf der Line Rijeka nach Zadar eingesetzt.
Die Reederei beschäftigt etwas mehr als 50 Mitarbeiter.

## Routen
- Zadar – Mali Iž – Veli Iž – Mala Rava – Rava
- Zadar – Sali – Zaglav
- Rijeka – Krk – Rab (Lopar) – Pag (Novalja) – Zadar
- Zadar – Božava – Silba – Mali Lošinj – Susak
- Orebić – Korčula

## Flotte
- Anamarija
- Melita
- Antonija
- Zvijezda Kvarnera
- Anđela